# Bombardeamento de Yeonpyeong
O bombardeamento de Yeonpyeong ou bombardeio de Yeonpyeong foi um incidente que ocorreu na península coreana em 23 de novembro de 2010. O incidente começou as 05h34 (UTC} do dia 23 de novembro, quando a artilharia norte-coreana iniciou o lançamento de projéteis contra a ilha sul-coreana de Yeonpyeong, no mar Amarelo. Dois militares sul-coreanos morreram. O ataque também deixou 20 feridos - 3 deles civis -, provocou danos e incendiou imóveis na ilha, onde estava mobilizado um destacamento do Exército sul-coreano. Quatro dos militares feridos ficaram em estado grave.

## Antecedentes
O conflito entre as duas Coreias, de 1950 a 1953, levou americanos e soviéticos a medirem forças por meio de terceiros, no auge da Guerra Fria.
Esta guerra envolveu República Popular Democrática da Coreia e da China, de um lado, e da República da Coreia e seus aliados do outro, remontam ao fim da segunda guerra mundial, em 1945, quando ficou estabelecido que o paralelo 38 N dividiria a península da Coreia em duas zonas: a do norte, ocupada por soviéticos, e a do sul, sob controle americano.
Fracassadas as negociações para reunificar o país, realizaram-se eleições separadas em 1947, instalando-se em cada zona um governo independente, dos quais só o do sul foi reconhecido pelas Nações Unidas. Em 1948 constituíram-se dois estados independentes: a República Popular Democrática da Coreia (Coreia do Norte) e a República da Coreia (Coreia do Sul). No ano seguinte, a maior parte das tropas estrangeiras retirou-se dos dois países.

## Causas
As autoridades da Coreia do Norte disseram, por intermédio da agência oficial KCNA, que apenas responderam ao fogo sul-coreano, por volta das 13h locais, sem entrar em detalhes sobre como teria sido o ataque inicial.

## Reações
O ataque aconteceu num momento em que os norte-coreanos pressionavam os Estados Unidos para voltar à negociação sobre o programa nuclear do país asiático e também semanas depois que o líder Kim Jong-il tentou colocar seu filho como sucessor, o que indica que o ataque seria uma manifestação de força diante dos adversários políticos. Os dois países só entrariam após a Guerra da Coreia, houve apenas um cessar-fogo acompanhado de permanente tensão e provocações constantes.
O mundo reagiu com protestos de Estados Unidos, Japão, Alemanha, Rússia e Reino Unido, além do Brasil, onde o presidente Lula pediu que as Coreias evitassem uma guerra. A China, aliada da Coreia do Norte, manteve cautela na resposta e apenas pediu que os dois lados tivessem calma. Barack Obama pretendia consultar os chineses sobre uma "resposta medida e unificada" contra os norte-coreanos. Os EUA reafirmaram sua posição de apoio à Coreia do Sul, mas consideraram prematura uma reação militar no momento.
As forças da ONU na Coreia do Sul, sob comando estadunidense e com 28 500 soldados, fizeram um apelo ao diálogo. Obama declarou que a Coreia do Norte era uma ameaça séria e contínua. A Coreia do Sul classificou o ataque como clara provocação e afirmou que, se houvesse novos ataques, faria uma dura represália.  O presidente Lee Myung-bak e seus assessores podiam estar em um bunker. Já a Coreia do Norte disse que apenas revidou a um ataque dos vizinhos do sul e que:
O Conselho de Segurança da ONU se reuniu para equacionar o problema e o ataque derrubou as bolsas de valores na Ásia. Em 24 de novembro, os Estados Unidos e a Coreia do Sul decidiram executar manobras militares conjuntas como forma de intimidar os norte-coreanos. As manobras foram acertadas em uma conversa telefônica entre os dois presidentes e contariam com o porta-aviões nuclear George Washington, além de mais quatro navios de guerra que seriam enviados. Eles esperavam a colaboração da China, que no passado se opôs a demonstrações de força contra seus aliados.
A Coreia do Norte respondeu imediatamente com a declaração de que o país estava na iminência de uma guerra. Os sul-coreanos interromperam uma ajuda humanitária que tinham prometido aos vizinhos após as inundações do verão, estes haviam pedido 500 mil toneladas de arroz e 300 mil toneladas de fertilizantes em troca de concessões no programa de reunião das famílias separadas pela guerra da década de 1950. A Coreia do Sul já vinha prestando ajuda semelhante até 2008, quando os conservadores tomaram o poder no norte e as relações entre os dois países endureceram por causa do programa nuclear.
Os EUA reiteraram seu apelo para que a China controlasse seu vizinho asiático. Em pronunciamento oficial, os chineses tentaram minimizar a situação e pediram calma aos dois lados, mas não condenaram o ataque. A Coreia do Norte rejeitou uma proposta de reunião militar com o comando da ONU e novamente acusou os Estados Unidos e a Coreia do Sul de ameaçarem a estabilidade da península coreana. Nesse pronunciamento, também ameaçou os sul-coreanos com novos ataques.
Em 25 de novembro, o presidente da Coreia do Sul, Lee Myung-bak, disse que iria reforçar o contingente militar na ilha atingida pelo bombardeio, revertendo assim uma decisão de 2006. Esse comunicado foi uma resposta às críticas da imprensa sul-coreana, que acusou o presidente de inércia e incapacidade de punir os norte-coreanos desde o afundamento de um submarino em março. No mesmo dia, a Rússia disse esperar que o Conselho de Segurança das Nações Unidas fizesse uma declaração oficial. Em meio à crise, o ministro da defesa sul-coreano renunciou.
O novo ministro da defesa era um militar de carreira, Kim Kwan-jin, ex-presidente do Estado Maior Conjunto, que assumiu com o propósito de inspirar maior confiança na reação às provocações do norte. A Coreia do Norte voltou a criticar as manobras militares, que durariam quatro dias, reiterando que isso poderia ser o começo de uma guerra entre as duas coreias. Enquanto isso, a China emitiu um comunicado protestando contra esse exercício próximo de sua costa, demostrando que ela própria se sentiu incomodada.
Em 20 de dezembro, após semanas de tensão política, a Coreia do Sul voltou a fazer manobras militares perto da fronteira marítima, o que levou os norte-coreanos a ameaçarem com retaliação. O Conselho de Segurança da ONU se reuniu para buscar uma solução, mas nenhuma decisão foi tomada. A Coreia do Sul fez exercícios de artilharia por uma hora e, a despeito das ameaças anteriores, a Coreia do Norte disse que não valia a pena reagir.